# Timašëvsk
Timašëvsk (anche traslitterata come Timaševsk, Timashëvsk, Timashevsk o Timashyovsk) è una città della Russia europea meridionale (kraj di Krasnodar), situata nella pianura ciscaucasica sulle sponde del fiume Kirpili, 73 km a nord di Krasnodar; è il capoluogo amministrativo del distretto omonimo.
Fondata nel 1794 con il nome di Timašëvskij, divenne nel 1842 la stanica (insediamento rurale cosacco) di Timašëvskaja; ottenne lo status di città nel 1966.

## Società

### Evoluzione demografica
Fonte: mojgorod.ru
- 1959: 19.000
- 1979: 39.100
- 1989: 45.600
- 2002: 54.116
- 2007: 54.100